# Alois Schloffer
Alois Amandus Schloffer (* 6. Februar 1833 in Graz; † 15. Februar 1911 ebenda) war ein österreichischer Politiker und Advokat in Graz und Eibiswald.

## Leben
Alois Schloffer studierte Jus an den Universitäten Graz und Wien und promovierte danach zum Dr. jur. an der Universität Graz. Schloffer absolvierte seine Praxisjahre in Graz und ließ sich 1866 als Advokat zunächst in Eibiswald und später (1868) in Graz nieder. 
1867 heiratete er Wilhelmine Lenk, Tochter des Dr.med.Johann Nepomuk Lenk und der Carolina Kees in Graz.
Nachdem er sich bereits in Eibiswald politisch betätigt hatte, war er 1867–1877 liberaler Abgeordneter im Steiermärkischer Landtag, wo er einer der bedeutendsten Redner zu den Themen Verfassung, Sozial- und Kulturpolitik sowie Landesfinanzen war. Daneben führte er 1869–1873 als Mitglied des Landesausschusses das Schulreferat. In dieser Position setzte er sich vor allem für die Errichtung der ersten Bürgerschulen in der Steiermark ein. Beide politischen Funktionen musste er aufgrund von Arbeitsüberlastung zurücklegen. Ab 1879 war Schloffer Präsident der Steiermärkischen Advokatenkammer und engagierte sich für die Unabhängigkeit und die wirtschaftlichen Interessen des Anwaltsstandes. 1869 im Ausschuss der Steiermärkische Sparkasse, war er 1881–1911 als deren Rechtskonsulent tätig. Außerdem gehörte Schloffer ab 1894 dem Verwaltungsrat der Fa. Leykam an. Er betätigte sich auch in verschiedenen gemeinnützigen Vereinen, so im Verein Volksbibliothek, dem er durch mehr als 25 Jahre vorstand. Besondere Verdienste erwarb er sich aber als Obmann (1880–1910) des Deutschen Schulvereins.
Er war der Vater des Chirurgen und Hochschullehrers Hermann Schloffer.